# Grupo Operacional N.º 9 da RAAF
O Grupo Operacional N.º 9 foi uma grande formação aérea da Real Força Aérea Australiana (RAAF) que operou durante a Segunda Guerra Mundial, providenciando apoio com aviões de caça, de ataque e de bombardeamento às operações dos aliados no teatro do Sudoeste do Pacífico. Estabelecida em 1942, agiu como uma força móvel de ataque independente dos comandos estáticos da RAAF. À medida que a guerra no pacífico progredia, o Grupo Operacional N.º 9 desenvolveu-me num comando, sendo re-baptizado como Comando do Norte, responsável pela área da Nova Guiné.